# Generative Transformationsgrammatik
Eine generative Transformationsgrammatik, kurz auch Transformationsgrammatik (TG), ist eine generative Grammatik (Erzeugungsgrammatik) mit Transformationsregeln. Die Bezeichnung dient als Name für das Modell, das in den 1950er Jahren von Noam Chomsky konzipiert, 1957 formuliert und später mehrfach revidiert und erweitert wurde. Chomskys Modelle sind sowohl generativ als auch transformationell, daher beziehen sich die Bezeichnungen „Generative Grammatik“ und „Generative Transformationsgrammatik“ (als Eigennamen) in der Regel auf dieselbe Theorie; eine generative Grammatik besitzt als solche aber nicht notwendigerweise auch Transformationen.

## Motivation der Theorie
Die generative Transformationsgrammatik stellt nach der Theorie Noam Chomskys eine Überwindung des taxonomischen Strukturalismus dar. Chomsky fragte, wie ein Sprecher einer beliebigen Sprache mit einer endlichen Anzahl von Regeln eine unendliche Anzahl von Sätzen produzieren kann und wie ein Hörer Sätze versteht, die er zuvor nie gehört hat.
Eine generative Transformationsgrammatik erklärt also auf einer abstrakten Ebene die Fähigkeiten, die sich in der Sprachproduktion und Sprachrezeption zeigen, repräsentiert also die Fähigkeit des idealen Sprechers/Hörers, grammatikalische Ausdrücke zu erzeugen und zu verstehen (Kompetenz). Es handelt sich nicht direkt um eine psycholinguistische Darstellung der konkreten Abläufe bei der Sprachproduktion.
Die Vorstellung eines idealen Sprechers ist verbunden mit dem Entwurf einer natürlichen Logik. Dabei orientierten sich die strukturellen Grammatiktheorien u. a. an Rudolf Carnap. Als Vertreter des logischen Empirismus arbeitete er an einer logischen Analyse der Sprache nach dem Muster der physikalischen Sprache, die er als Universalsprache der Wissenschaft betrachtete.
Eine weitere Voraussetzung für einen solchen Ansatz ist das Postulat, dass das Sprachsystem im Gehirn ähnlich funktioniert wie ein Computer. Nach Jerry Fodors Ansicht können die vielfältigen Strukturen und Bedeutungen der sprachlichen Äußerungen (Oberflächenstruktur) auf einen verborgenen grammatikalischen Regelapparat (die Tiefenstruktur) zurückgeführt werden, der einerseits die beobachtete Sprache zu erzeugen (generieren) erlaubt und andererseits das Verstehen ermöglicht. Entsprechend übernahmen die Linguisten bei ihren Notationen die – in der Informatik verwendeten – mathematischen Symbole der Graphentheorie in Verbindung mit Algorithmen: Grundform für die Konstituentenanalyse ist der Baumgraph. Durch die Gliederung in Tiefenstruktur und Oberflächenstruktur wird eine Operation nötig, die zwischen beiden vermittelt; diese Aufgaben haben Transformationen. Es sind Regeln, welche die Umordnung von Phrasenstrukturkomponenten ermöglichen.
Jerry Fodor bezeichnet die abstrakten Basisstrukturen als Sprache des Geistes, die in einzelnen Gehirnregionen lokalisiert sei und durch kausale Abfolgen und Regeln nachgebildet werden könnte. Da er wie Chomsky (unter dem Schlagwort „Cartesianische Linguistik“) von einer genetischen Disposition ausgeht, nimmt er an, dass jeder Mensch über diese Sprachkompetenz verfügt und es möglich ist, eine die Teilsprachen übergreifende universelle Basissprache für einen idealen Sprecher/Hörer zu modellieren. Beim Sprechenlernen müsse das Kind nur noch die lexikalischen Einheiten und Morpheme erwerben und sie mit den Strukturen verbinden. Chomsky u. a. setzten diesen Ansatz in der Generativen Transformationsgrammatik um: Der Hörer versteht die sprachlichen Äußerungen, indem er die Bedeutung des Satzes aus der Bedeutung der einzelnen Bestandteile, der Formative, erschließt (interpretiert). Die Vorstellung eines idealen Sprechers/Hörers und das Transformationsregelsystem werden von neuen Forschungen der Kybernetik und der Kognitionswissenschaften in Frage gestellt.
Die Sprachverwendung dagegen bezeichnet Chomsky als Performanz. Die Standardversion besteht bei ihm aus einem Erzeugungsteil (Basis), der Tiefenstrukturen erzeugt, die im Transformationsteil nach einzelsprachlich (z. B. englisch, deutsch) unterschiedlichen Transformationen in die Oberflächenstrukturen überführt werden und anschließend eine semantische und eine phonologische Interpretation erfahren. Die Basis dieser Grammatik ist syntaktisch. Eine solche Grammatik liefert also für jeden Satz, den sie generiert (hervorbringt), eine Tiefen- und eine Oberflächenstruktur sowie die Bedeutung und die lautliche Realisation.

## Konzepte
| Konzept                    | Beschreibung |
| -------------------------- | --- |
| Angeborene Sprachfähigkeit | Die Fähigkeit aller Menschen, eine Sprache zu erlernen und zu verwenden, die unabhängig von der spezifischen Sprache ist.                                                |
| Universelle Grammatik      | Eine Grammatik, die allen Sprachen gemeinsam ist und es einem Sprecher ermöglicht, aus einem begrenzten Satz von Regeln eine unendliche Anzahl von Sätzen zu generieren. |
| Generierungsregeln         | Regeln, die es einem Sprecher ermöglichen, Sätze aus einer begrenzten Anzahl von Elementen zu generieren.                                                                |
| Tiefenstruktur             | Die zugrunde liegende Bedeutung eines Satzes. |
| Oberflächenstruktur        | Die tatsächlichen Wörter und Satzzeichen, die verwendet werden, um einen Satz auszudrücken.                                                                              |
| Transformationen           | Regeln, die es ermöglichen, die Tiefenstruktur eines Satzes in die Oberflächenstruktur umzuwandeln.                                                                      |
| Passivtransformationen     | Eine Transformation, die es ermöglicht, einen Satz in der Aktivform in einen Satz in der Passivform umzuwandeln.                                                         |
| Rekursion                  | Die Fähigkeit einer Grammatik, unendlich lange Sätze zu generieren, indem sie sich selbst wiederholt.                                                                    |
| Formalismus                | Der Fokus auf formale Strukturen von Sätzen, anstatt auf deren Bedeutung.                                                                                                |

## Die Lakoff-Variante
Als Reaktion auf die Kritik an der Aspects-Version erweiterte Chomsky sein Modell der Transformationsgrammatik um die semantische Komponente, während Lakoff u. a. mit ihrer Generativen Semantik einen anderen Ansatz wählten:
- Im Gegensatz zu Chomskys Modell erzeugen die den Sätzen einer Sprache zugrunde liegenden abstrakten Basiskomponenten (Formationsregeln) in der Generativen Semantik nicht mehr syntaktische Tiefenstrukturen, sondern semantische Satzrepräsentationen, auch Tiefenstrukturen genannt (aber nicht in Chomskys Definition), welche die Satzbedeutung vollständig beschreiben. Das geschieht durch kleinste bedeutungstragende Bausteine (= atomare Prädikate), die in Großbuchstaben geschrieben werden. Deshalb kommt die Generative Semantik – im Unterschied zur Transformationsgrammatik – ohne auf den Tiefenstrukturen operierende semantische Komponenten aus.
- Die Transformationsgrammatik Chomskys geht dagegen bei den Ableitungsstufen von einer syntaktischen Komponente aus, welche die Basiskomponente (Formationsregeln + Lexikon) und die Tiefenstrukturen produziert. Diese wird erweitert um die Semantische Komponente (= semantische Regeln), die in der Tiefenstruktur die Semantische Repräsentationen generiert. Mit Hilfe von Transformationsregeln (Transformationskomponente) entstehen die Oberflächenstrukturen.
- Bei der Generativen Semantik ersetzt die an die semantische Satzrepräsentation anschließende Transformationskomponente die abstrakten atomaren Prädikate, die bereits Bedeutungsträger sind, durch Formative. Diese brauchen nur noch mit den bisher fehlenden phonologischen und syntaktischen Eigenschaften ausgestattet zu werden und stellen korrekt geformte – normalsprachliche – syntaktische Oberflächenstrukturen her.

## Synopse als Zusammenfassung
Es besteht eine prinzipiell unterschiedliche Auffassung bezüglich des Verhältnisses von Syntax und Semantik. 
- Die Transformationsgrammatik setzt sich aus zwei unterschiedlichen Regelapparaten zusammen: generative Syntax und Semantik, welche die durch die Syntax aufgebauten Strukturen interpretiert. Strukturierungen und semantische Beziehungen sprachlicher Ausdrücke sind demnach zwei verschiedene sprachliche Aspekte.

- In der Generativen Semantik gibt es dagegen keine prinzipielle Differenz zwischen semantischen und syntaktischen Erscheinungen und deshalb nur einen einzigen semantischen Regelapparat.

- Vertreter der Transformationsgrammatik kritisieren, dass die Generative Semantik die zentralen semantischen Phänomene nicht mit ihrem Regelapparat, sondern durch die zusätzlichen Bedeutungspostulate erklärt. Es handele sich also nur um einen Zusatz zur Syntaxbeschreibung.

- Die Generative Semantik organisiert den Baumgraphen nicht in Nominalphrase (NP = Subjekt) und Verbalphrase (VP mit V + NP = Verb/Prädikat + Objekt) als unmittelbare Konstituenten des Satzes (S), sondern stellt das Verb mit den NP (Subjekt und Objekt) gleich. Damit erhält S eine Prädikat-Argument-Struktur wie in der Prädikatenlogik.

- Außerdem formalisiert die Generative Semantik Satzvoraussetzungen (Präsuppositionen) und Implikationen nach Gottlob Freges Notationen, die in der generativen Syntax der Transformationsgrammatik nicht modelliert werden können.

```
           S
       /   |   \
    NP     V    NP
   / |     |    | \
Die Katze fraß den Kuchen

```

- Anders als die Transformationsgrammatik hat die Generative Semantik den Anspruch, auch sprachliche Kontextbeziehungen und Sprechsituationen in ihr Modell einzubeziehen, stößt dabei jedoch an Grenzen der mathematischen Formalisierbarkeit und wird deshalb von Vertretern der linguistischen Pragmatik kritisiert.

## Kritik
Obwohl die Generative Transformationsgrammatik einen bedeutenden Beitrag zur Erforschung der menschlichen Sprachfähigkeit geleistet hat, hat sie auch viel Kritik erfahren. 
Einer der Hauptkritikpunkte ist, dass sie zu formalistisch ist und sich zu sehr auf die formale Struktur von Sätzen konzentriert, anstatt auf deren tatsächliche Verwendung in der Sprache.
Kritiker argumentieren auch, dass die Grammatik zu sehr von der zugrunde liegenden Annahme ausgeht, dass alle menschlichen Sprachen eine gemeinsame universelle Grammatik haben, was von einigen Sprachforschern in Frage gestellt wird. Ein weiterer Kritikpunkt ist, dass die Grammatik nicht in der Lage ist, den gesamten Umfang menschlicher Sprachfähigkeit zu erklären, insbesondere die pragmatischen Aspekte von Sprache wie Ironie, Metapher und Sprachvariationen. Darüber hinaus haben einige Kritiker argumentiert, dass die Grammatik zu wenig Aufmerksamkeit auf den sozialen und kulturellen Kontext von Sprache legt und somit nicht in der Lage ist, die Bedeutung von Sprache in ihrer vollen Komplexität zu erfassen. Trotz dieser Kritik bleibt die Generative Transformationsgrammatik eine wichtige Theorie in der Sprachwissenschaft und hat viele Fortschritte in der Erforschung der menschlichen Sprachfähigkeit ermöglicht.